# Claude Le Bris
Claude Le Bris é um matemático francês, conhecido por seu trabalho em matemática aplicada no campo da modelagem da física do estado sólido, problemas em múltiplas escalas e homogeneização.

## Formação e carreira
Claude Le Bris estudou na École polytechnique e na École Nationale des Ponts et Chaussées, onde obteve um doutorado em 1993, orientado por Pierre-Louis Lions, com a habilitação na Universidade Paris-Dauphine.
Foi palestrante convidado do Congresso Internacional de Matemáticos em Madrid (2006).
Recebeu o Prêmio Blaise Pascal de 1999.